# Rhopalodontidae
Rhopalodontidae (лат.) — вымершее семейство примитивных терапсид, состоящих в возможном родстве с эстемменозухами. Вместе с последними объединяются в надсемейство Rhopalodotoidea, родственное бурнетиаморфам, либо рассматриваются как примитивные дейноцефалы. Семейство выделено Г. Сили в 1894 году.

## Описаны
Эндемики Восточной Европы (Приуралье) среднего пермского периода. Представители известны лишь по фрагментам нижних челюстей. Клыки гранёные, а не режущие, заклыковые зубы крупные, лепестковидные, слегка смещены внутрь, наклонены назад. Нижняя челюсть высокая. 

## Роды
В семейство входят три рода:
- Rhopalodon — типовой род, описан Г. Фишером фон Вальдгеймом в 1841 году. Долгое время к этому роду относили животное, ныне известное как фтинозух. Длина черепа 15—16 см, зубная кость относительно низкая, заклыковые зубы расположены редко. Типовой вид — Rh. wangenheimi, происходит из Ключевского рудника в Башкирии. Голотип — часть нижней челюсти, ныне утерян и известен лишь по рисункам. Судя по всему, у животного было 12 заклыковых зубов, 9 из которых сохранились у голотипа. Коронки зубов булавовидные. По возрасту, вероятно, относится к уржумскому ярусу биармийского отдела (верхнеказанский подъярус). Таким образом, Rhopalodon был современником очёрской фауны. Второй вид — Rh. fischeri, описан Эйхвальдом в 1848 году по единственному клыку из Дурасовского рудника. Образец также утерян. В описании указывалось, что кроме клыка в голотип входила также нижняя челюсть, сходная с таковой у типового вида. Г. Фишер фон Вальдгейм включал в этот род также вид Rh. murchisoni, известный по относительно полному черепу. Позднее было показано, что Rh. murchisoni относится к примитивным горогонопсиям, сейчас это животное известно как Phthinosuchus (или Dinosaurus).
- Phthinosaurus — род описан И. А. Ефремовым в 1940 году на основании левой ветви нижней челюсти из местонахождения Белебей в Башкирии. Первоначально считался сфенакодонтом. Затем Ефремов предположил его родство с фтинозухом. Однако листовидные заклыковые зубы отличаются от таковых у фтинозуха. Не исключено, что Phthinosaurus не принадлежит к Rhopalodontidae. У животного 4 резца, 1 клык и 12 заклыковых зубов. Длина черепа около 15 см, нижняя челюсть низкая, заклыковые зубы частые. Относится к белебеевской свите верхнеказанского подъяруса (несколько древнее очёрской фауны). Единственный вид — Ph. borissiaki.
- Parabradysaurus — описан И. А. Ефремовым в 1954 году. Первоначально (что видно из названия) Ефремов считал его примитивным парейазавром. Открытие эстемменозухов позволило отнести это животное к терапсидам на основании строения зубов. Типовой вид — P. udmurticus. Описан по фрагменту правой ветви нижней челюсти с восемью зубами из местонахождения Межевая в Удмуртии. Найден А. А. Штукенбергом и в 1898 году отнесён им к виду Rhopalodon murchisoni, затем к Rh. wangenheimi. Происходит также из белебеевской свиты нижнеказанского подъяруса. Отличается высокой зубной костью и листовидными зазубренными зубами. Длина черепа могла достигать 35 см. П. К. Чудинов указывал, что Parabradysaurus поразительно сходен с мелким видом эстемменозуха. В 1995 году М. Ф. Ивахненко описал из местонахождения Усть-Коин в республике Коми фрагменты нижних челюстей ещё одного вида — P. silantjevi. Сохранились не только заклыковые зубы, но и своеобразные «гранёные» клыки. Симфиз нижней челюсти относительно высокий, судя по наклону её передней части, «резцы» были направлены несколько вперёд. Фауна Усть-Коина относится к так называемому голюшерминскому комплексу, предшествовавшему очёрской фауне.

## Палеобиология
Судя по строению зубов, Rhopalodontidae были всеядными или растительноядными формами. Внешне они могли напоминать эстемменозуха, но вряд ли имели развитые «рога». Их облик мог быть сходен с молодыми особями эстемменозуха (ранее известными как Zopherosuchus). Это одни из самых древних терапсид и древнейшие растительноядные терапсиды.